# У-Тумер
У-Туме́р (рос. У Тумер, марій. У Тумер) — присілок у складі Волзького району Марій Ел, Росія. Входить до складу Сотнурського сільського поселення.

## Населення
Населення — 46 осіб (2010; 70 у 2002).
Національний склад (станом на 2002 рік):
- марі — 100 %